# Fatima (namn)

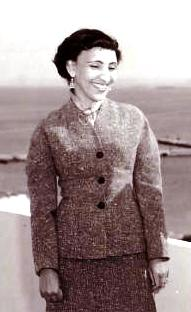
Fatima av Libyen

Fatima (arabiska: فَاطِمَة Fāṭima /ˈfaːtˤima/) är ett arabiskt kvinnonamn som betyder avhållsamhet eller att avstå. Fatima är ett mycket vanligt kvinnonamn i muslimska länder. I Europa är det någorlunda vanligt i Spanien, Portugal och Belgien.
Den 31 december 2014 fanns det totalt 4115 kvinnor folkbokförda i Sverige med namnet Fatima, varav 3281 bar det som tilltalsnamn.
Namnsdag: 28 augusti (sedan 2011)

## Etymologi
Namnet Fatimah betyder "avstå", "avhålla sig", "ge avkall". Namnet, som transkriberats till Fatimah och Fatima i de arabiska ursprungsformerna, förkortades senare till Fatma. Den senare förkortningen är även vanlig i Azerbajdzjan och Turkiet, medan Fateme oftare används i Iran. I spanskan och portugisiskan skrivs namnet ofta Fátima.

## Personer med namnet Fatima
- Fatima, islamiske profeten Muhammeds dotter
- Fatima bint Asad, mor till kalifen Ali ibn Abi Talib
- Sharifa Fatima (död 1461), politisk och religiös ledare för zaidiyyaharaberna i Jemen
- Fatima al-Shifa al-Sanussi (1911–2009), libysk drottning
- Fatima Bramme-Sey, svensk sångerska
- Fatima Mernissi (1940–2015), marockansk författare och feminist
- Fatima Svendsen (född 1944), svensk konstnär
- Fatima Whitbread (född 1961), brittisk friidrottare
- Fatima Yusuf (född 1971), nigeriansk friidrottare
- Fatima bint Musa eller Fatima den oskyldiga (790–816) muslimskt helgon
- Fatima bint abu al-Qasim al Qurtubi, astronom i Madrid på 1200-talet
- Fatima Nur (född 1960) landstingspolitiker i Stockholm
- Fatima-Zohra Imalayens (1936–2015), pseudonym för algerisk-fransk författare, se Assia Djebar
- Fatima LaRose (född 1963), misstänkt terrorist och mordmisstänkt, mer känd som Colleen LaRose